# Chile zászlaja
Chile zászlaja Chile egyik nemzeti jelképe.

## Leírása
Chile zászlaja két egyenlő magasságú vízszintes fehér (fent) és vörös sávból áll; a fehér sávval egyenlő magasságú négyzet található a fehér sáv rúdrészén; a négyzet közepén egy ötágú csillag, mely fényével a haladáshoz és a dicsőséghez vezető ösvényen mutatja az utat; a kék az eget szimbolizálja, a fehér a hófödte Andokat, és a vörös a függetlenségért kiontott vért.

## Története

### Az első chilei zászló

Az első chilei zászló

Chile függetlenségi törekvései közepette José Miguel Carrera kormánya nemzeti zászló elkészítését kérte, az elsőét az országnak.
1812. július 4-én, a zászlót először húzták fel egy az Egyesült Államok függetlenségét ünneplő banketten (lévén, hogy ennek az eseménynek nagy hatása volt a helyiek függetlenségi törekvéseire). A bankettet Joel Robert Poinsett az Egyesült Államok konzulja tartotta. Kis idővel utána, ugyanazon év szeptember 30-áján, bevezették az Öreg Ország („Patria Vieja”) pecsétjét és zászlaját.
A lobogó az állam három hatalmát jelképezte: Fenség, Törvény és Erő. Azonban a zászló nem élte túl az Öreg Országot („Patria Vieja”) és 1814 májusában a Lircay-i Szerződés megkötése után Francisco de la Lastra ezredes, Carrera ellensége, parancsba adta, hogy a zászlót vegyék le és cseréljék ki a spanyol zászlóra.
Utoljára a Rancagua-i csatában használták, 1814. október 1-jén és október 2-án, amely a Visszahódítás („Reconquista”) kezdete volt. Ez idő alatt Chilének nem volt zászlaja. Az Argentínában szervezett Felszabadító Hadsereg („El Ejército Libertador”) Chacabuco csatájában az argentin lobogó alatt harcolt.
Ez az 1817. február 12-ei epizód jelentette a realista irányítás végét és az Új Ország („La Patria Nueva”) kezdetét. Utána a spanyol zászlót többet nem használták.

### A második chilei zászló

A második chilei zászló

A chacabucoi győzelem után, 1817. október 18-án egy új lobogót vezettek be az „Átmenet Zászlója” („Bandera de la Transición”) néven. Ez a zászló három sávból állt: kék, fehér és vörös. A vörös az 1812-es zászlón lévő sárgát váltotta. A dizájnját Juan Gregorio Las Heras-nak tulajdonítják. A színek eredetüket Alonso de Ercilla költeményéből nyerik, mely így szól: „por los pechos, al sesgo, atravesadas, bandas azules, blancas y encargadas,” melyet a mapuchék harcos jellegéhez kötnek a Hódítás („la Conquista”) alatt.
A vörös szimbolizálta a hősök csatamezőn kiontott vérét; a fehér az Andok havát, a kék a tiszta chilei eget.
Ahogy az Öreg Ország („La Patria Vieja”) zászlaja, úgy ez a zászló sem volt soha hivatalos, és hamar eltűnt. Többek között azért, mert könnyen összekeverték Hollandia zászlajával.

### A harmadik, a jelenlegi chilei zászló

A harmadik, a jelenlegi chilei zászló

A mai chilei zászlót Bernardo O'Higgins háborús minisztere José Ignacio Zenteno gondolta ki, és Antonio Arcos tervezte meg, bár néhány biztosak benne, hogy Gregorio de Andía y Varela rajzolta meg valójában.
Ezt az 1817. október 19-én hivatalossá tett modellt használták a függetlenségi eskü alatt.
1854-ben meghatározták a zászló színeinek arányait és 1912-ben a csillag átmérőjét.

## Chile zászlajának felhúzása
A chilei törvények alapján, a polgároknak ki kell tenniük a zászlót a Függetlenség Napja ünnepén (szeptember 18-án). Ha hibásan van kitéve, a rendőrség bírságot szabhat ki.

### Rúdon
A zászlórúdnak fehérnek kell lennie és a zászlót a rúd tetejére kell akasztani. Ha a chilei zászlót más országok zászlaival együtt húzzák fel, azoknak egyenlő méretűnek és azonos magasságra húzottaknak kell lenniük. Szintén ebben az esetben a chilei zászlót kell először felvonni és utoljára leereszteni.

### Szabadon lógva
Chile zászlaját ki lehet lógatni függőlegesen és vízszintesen egy épületből vagy falon. Mindkét esetben a kék négyzetnek a nézőnek baloldalt felül kell látszania.

## Érdekességek
- Az amerikai Texas állam zászlaja hasonlít a chilei zászlóra, amit 21 évvel Texas zászlaja előtt mutattak be.

- Létezik egy igencsak népszerű legenda Chilében, ami szerint Chile zászlaja megnyerte a „Legszebb nemzeti zászló a világon” versenyét. A legenda fő változata szerint mindez 1907-ben történt Blankenberghe-ben Belgiumban a Balti-tenger partján (forrás:). A történet más változatai szerint ez a 19. században történt, vagy a chilei zászló második lett a francia után; léteznek Chile himnuszát említő variációk, melyek azt vagy az első vagy a La Marseillaise utáni második helyre sorolják. A tény, hogy a történet egyetlen dokumentált változata az alapvető részleteket is hibásan szerepelteti (Belgium az Északi-tengerrel határos), nem vet jó fényt a legenda történelmi pontosságára.